# Vrhova Gorica
Vrhova Gorica – wieś w Chorwacji, w żupanii karlowackiej, w gminie Bosiljevo. W 2011 roku liczyła 8 mieszkańców.